# Простые числа Рамануджана
Простые числа Рамануджана — подпоследовательность простых чисел, связанная с теоремой Рамануджана, уточняющей постулат Бертрана относительно функции распределения простых чисел.

## История
В 1845 году Бертран выдвинул гипотезу, что
{\displaystyle \pi (x)-\pi \left({\frac {x}{2}}\right)\geqslant 1}
для всех {\displaystyle x\geqslant 2}, где {\displaystyle \pi (x)} — функция распределения простых чисел, равная числу простых не превосходящих {\displaystyle x}.
Эта гипотеза была доказана Чебышёвым в 1850 году. В 1919 году Рамануджан, отметив приоритет Чебышёва, доказал в двухстраничной статье более сильную теорему, которая и задаёт последовательность простых чисел Рамануджана:
{\displaystyle \pi (x)-\pi \left({\frac {x}{2}}\right)\geqslant 1,2,3,4,5,\ldots }
для всех {\displaystyle x\geqslant 2,11,17,29,41,\ldots } соответственно (последовательность A104272 в OEIS).

## Определение
Простое число Рамануджана {\displaystyle R_{n}} это наименьшее целое число, что для любого {\displaystyle x\geqslant R_{n}} выполнено
{\displaystyle \pi (x)-\pi \left({\frac {x}{2}}\right)\geqslant n.}
Согласно теореме Рамануджана эта разность для всех {\displaystyle x\geqslant R_{n}} не меньше {\displaystyle n} и стремится к бесконечности.
Следует отметить, что {\displaystyle R_{n}} обязательно является простым числом: {\displaystyle \pi (x)-\pi \left({\frac {x}{2}}\right)}, а следовательно и {\displaystyle \pi (x),} должно возрасти, что возможно только если {\displaystyle R_{n}} простое.

## Границы и асимптотика
Оценка посредством элементарных функций:
{\displaystyle 2n\ln 2n<R_{n}<4n\ln 4n.}
Оценка посредством простых чисел:
{\displaystyle p_{2n}<R_{n}<p_{3n}},
где {\displaystyle p_{n}} — {\displaystyle n}-е простое число.
Асимптотика:
{\displaystyle R_{n}\sim p_{2n}} при {\displaystyle n\to \infty .}
Уточнённая оценка сверху:
{\displaystyle R_{n}\leq {\frac {41}{47}}\,p_{3n}.}
Все эти результаты были доказаны после 2008 года.